# Nomada depressa
Nomada depressa är en biart som beskrevs av Cresson 1863. Nomada depressa ingår i släktet gökbin, och familjen långtungebin. Inga underarter finns listade i Catalogue of Life.